# Sassierges-Saint-Germain
 Sassierges-Saint-Germain  es una población y comuna francesa, en la región de  Centro, departamento de Indre, en el distrito de Châteauroux y cantón de Ardentes.

## Demografía
| 516                       | 406 | 473 | 603 | 576 | 563 | 606 | 600 | 573 | 603 | 597 | 616 | 652 | 635 | 623 | 607 | 588 | 617 | 615 | 610 | 551 | 470 | 447 | 456 | 467 | 446 | 396 | 330 | 331 | 355 | 386 | 407 | 457 |
| (Fuente: INSEE y Cassini) |     |     |     |     |     |     |     |     |     |     |     |     |     |     |     |     |     |     |     |     |     |     |     |     |     |     |     |     |     |     |     |     |